# Eduards Višņakovs
Eduards Višņakovs (Riga, 10 mei 1990) is een Lets voetballer die als aanvaller speelt. Hij kwam tussen 2013 en 2017 uit voor het Lets voetbalelftal.

## Clubvoetbal
Višņakovs begon als voetballer bij JFC Skonto uit zijn geboortestad Riga. In 2003 ging hij naar Daugava Rīga waar hij in 2008 debuteerde bij de eerste ploeg. Tijdens zijn eerste seizoen bij de toenmalige tweedeklasser lukte hij dertig doelpunten in evenveel wedstrijden. Ondanks de promotie naar het hoogste niveau op het einde van dat seizoen trok hij naar landskampioen FK Ventspils, waar hij meteen werd uitgeleend aan reeksgenoot FC Tranzit.
In vier seizoenen bij Ventspils werd hij eenmaal landskampioen, eenmaal bekerwinnaar en won hij in 2010 de Baltic League. In 2012 verliet hij voor het eerst zijn thuisland om bij Kazachs landskampioen Sjachtjor Karaganda te gaan spelen. Hij verlengde de landstitel met deze club en won de supercup in het daaropvolgende seizoen. Na passages bij de Poolse clubs Widzew Łódź en Ruch Chorzów bereikte hij in 2015 een overeenkomst met KVC Westerlo voor twee seizoenen met optie op een derde.

## Interlandvoetbal
Op 11 oktober 2013 debuteerde Višņakovs voor het Lets voetbalelftal in een wedstrijd tegen buurland Litouwen. De wedstrijd werd met 2-0 verloren.

### Clubstatistieken
| Seizoen | Club                | Land                | Competitie         | Competitie | Competitie | Beker | Beker | Internationaal | Internationaal | Totaal | Totaal |
| Seizoen | Club                | Land                | Competitie         | Wed.       | Dlp.       | Wed.  | Dlp.  | Wed.           | Dlp.           | Wed.   | Dlp.   |
| ------- | ------------------- | ------------------- | ------------------ | ---------- | ---------- | ----- | ----- | -------------- | -------------- | ------ | ------ |
| 2008    | Daugava Rīga        | Vlag van Letland    | 1. līga            | 30         | 30         | 0     | 0     | —              | —              | 30     | 30     |
| 2009    | FK Ventspils        | Vlag van Letland    | Virslīga           | 8          | 4          | 0     | 0     | 3              | 0              | 11     | 4      |
| 2009    | → FC Tranzit        | Vlag van Letland    | Virslīga           | 18         | 3          | 0     | 0     | —              | —              | 18     | 3      |
| 2010    | FK Ventspils        | Vlag van Letland    | Virslīga           | 25         | 9          | 0     | 0     | 7              | 4              | 32     | 3      |
| 2011    | FK Ventspils        | Vlag van Letland    | Virslīga           | 27         | 7          | 4     | 1     | 2              | 1              | 33     | 9      |
| 2012    | FK Ventspils        | Vlag van Letland    | Virslīga           | 14         | 4          | 2     | 0     | —              | —              | 16     | 4      |
| 2012    | Sjachtjor Karaganda | Vlag van Kazachstan | Premjer-Liga       | 12         | 3          | 4     | 1     | 2              | 0              | 18     | 4      |
| 2013/14 | Sjachtjor Karaganda | Vlag van Kazachstan | Premjer-Liga       | 8          | 1          | 1     | 0     | —              | —              | 9      | 1      |
| 2013/14 | Widzew Łódź         | Vlag van Polen      | Ekstraklasa        | 35         | 12         | 2     | 2     | —              | —              | 37     | 14     |
| 2014/15 | Widzew Łódź         | Vlag van Polen      | I liga             | 3          | 0          | 0     | 0     | —              | —              | 3      | 0      |
| 2014/15 | Ruch Chorzów        | Vlag van Polen      | Ekstraklasa        | 27         | 3          | 1     | 0     | —              | —              | 28     | 3      |
| 2015/16 | Ruch Chorzów        | Vlag van Polen      | Ekstraklasa        | 6          | 3          | 1     | 1     | —              | —              | 7      | 4      |
| 2015/16 | KVC Westerlo        | Vlag van België     | Jupiler Pro League | 5          | 1          | 1     | 2     | —              | —              | 6      | 3      |
| Totaal  | Totaal              | Totaal              | Totaal             | 218        | 80         | 16    | 7     | 14             | 5              | 248    | 92     |

Bijgewerkt op 5 oktober 2015.